# Modelo de Wess-Zumino
En física teórica, el modelo de Wess-Zumino es el primer modelo conocido de teoría cuántica de campos interaccionante en cuatro dimensiones con supersimetría linealmente realizada. En 1974, Julius Wess y Bruno Zumino estudiaron, usando terminología moderna, la dinámica de un único supercampo quiral (compuesto por un escalar complejo y un fermión espinor) cuyo superpotencial cúbico lleva a una teoría renormalizable.
El lagrangiano del modelo de Wess-Zumino libre sin masa en el espacio-tiempo de dimensión 4 con la métrica plana {\displaystyle \mathrm {diag} (-1,1,1,1)} is
{\displaystyle {\mathcal {L}}=-{\frac {1}{2}}(\partial S)^{2}-{\frac {1}{2}}(\partial P)^{2}-{\frac {1}{2}}{\bar {\psi }}\partial \!\!\!/\psi }
donde {\displaystyle S} es un campo escalar, {\displaystyle P} un campo pseudoescalar y {\displaystyle \psi } un campo espinorial de Majorana. La acción es invariante bajo las transformaciones generadas por la superálgebra. La forma infinitesimal de estas transformaciones es:
{\displaystyle \delta _{\epsilon }S={\bar {\epsilon }}\psi }
{\displaystyle \delta _{\epsilon }P={\bar {\epsilon }}\gamma _{5}\psi }
{\displaystyle \delta _{\epsilon }\psi =\partial \!\!\!/(S+P\gamma _{5})\epsilon }
donde {\displaystyle \epsilon } es un parámetro de transformación que toma valores en los espinores de Majorana y {\displaystyle \gamma _{5}} es el operador quiralidad.
La invariancia bajo un conjunto modificado de transformaciones de supersimetría se conserva al añadir términos de masa a los campos, siempre que las masas sean iguales. También es posible añadir términos de interacción baja ciertas condiciones algebraicas en las constantes de acoplamiento, que resultan del hecho de que las interacciones vienen del superpotencial para el supercampo quiral que contiene los campos {\displaystyle S}, {\displaystyle P} y {\displaystyle \psi }.